# Clemaxia flaviventris
Clemaxia flaviventris är en tvåvingeart som beskrevs av Mayer 1953. Clemaxia flaviventris ingår i släktet Clemaxia och familjen Pyrgotidae.
Artens utbredningsområde är Togo. Inga underarter finns listade i Catalogue of Life.